# قلاجة صابونية
القِلاَجَة الصابونية أو الكِلاَجَة الصابونية  هي نوع أشجار دائمة الخضرة من من الفصيلة القلاجية، وهي أصيلة المناطق الدافئة من وسط الشيلي. يمكن رحي اللحاء الداخلي للقلاجة الصابونية ليُستعمل المسحوق كبديل للصابون، وهو ناتج على وجود مادة الصابونين فيه.